# Houston (Alaska)
Houston ist eine Stadt im Matanuska-Susitna Borough in Alaska in den Vereinigten Staaten. Das U.S. Census Bureau hat bei der Volkszählung 2020 eine Einwohnerzahl von 1.975 ermittelt.

## Geographie
Die Stadt liegt nördlich von Wasilla am Little Susitna River und ist über den George Parks Highway erreichbar.

## Geschichte
Die Geschichte der Stadt geht auf den Herning Trail (jetzt Willow Creek Sled Trail) zurück. Auf ihm wurde Fracht zum Willow Creek Mining District befördert. Ein „Houston Abstellgleis“ wurde 1917 zum ersten Mal in einem Kartenentwurf der Alaska Railroad erwähnt. Das Abstellgleis wurde nach dem Kongressabgeordneten Houston von Tennessee benannt. Mehrere Kohlenbergwerke entwickelten sich in der Gegend in den Jahren 1917–1918. 1966 wurde Houston zur Stadt ernannt. 1996 zerstörte ein Waldbrand 151 km² Wald in der Umgebung und 433 Gebäude. 

## Wirtschaft
Viele Einwohner arbeiten in den nahegelegenen Städten Wasilla und Palmer sowie in Anchorage.  Houston ist ein beliebtes Angel- und Erholungsziel am Little Susitna River.

## Demografie
Zum Zeitpunkt der Volkszählung im Jahre 2000 (U.S. Census 2000) hatte Houston 1202 Einwohner auf einer Landfläche von 58 km². Das Durchschnittsalter betrug 34,1 Jahre (nationaler Durchschnitt der USA: 35,3 Jahre). Das Pro-Kopf-Einkommen (englisch per capita income) lag bei US-Dollar 17.213 (nationaler Durchschnitt der USA: US-Dollar 21.587). 17,1 % der Einwohner lagen mit ihrem Einkommen unter der Armutsgrenze (nationaler Durchschnitt der USA: 12,4 %). 13,3 % der Einwohner sind deutschstämmig und 13,0 % sind irischer Abstammung.